# Falso massacro di Timişoara

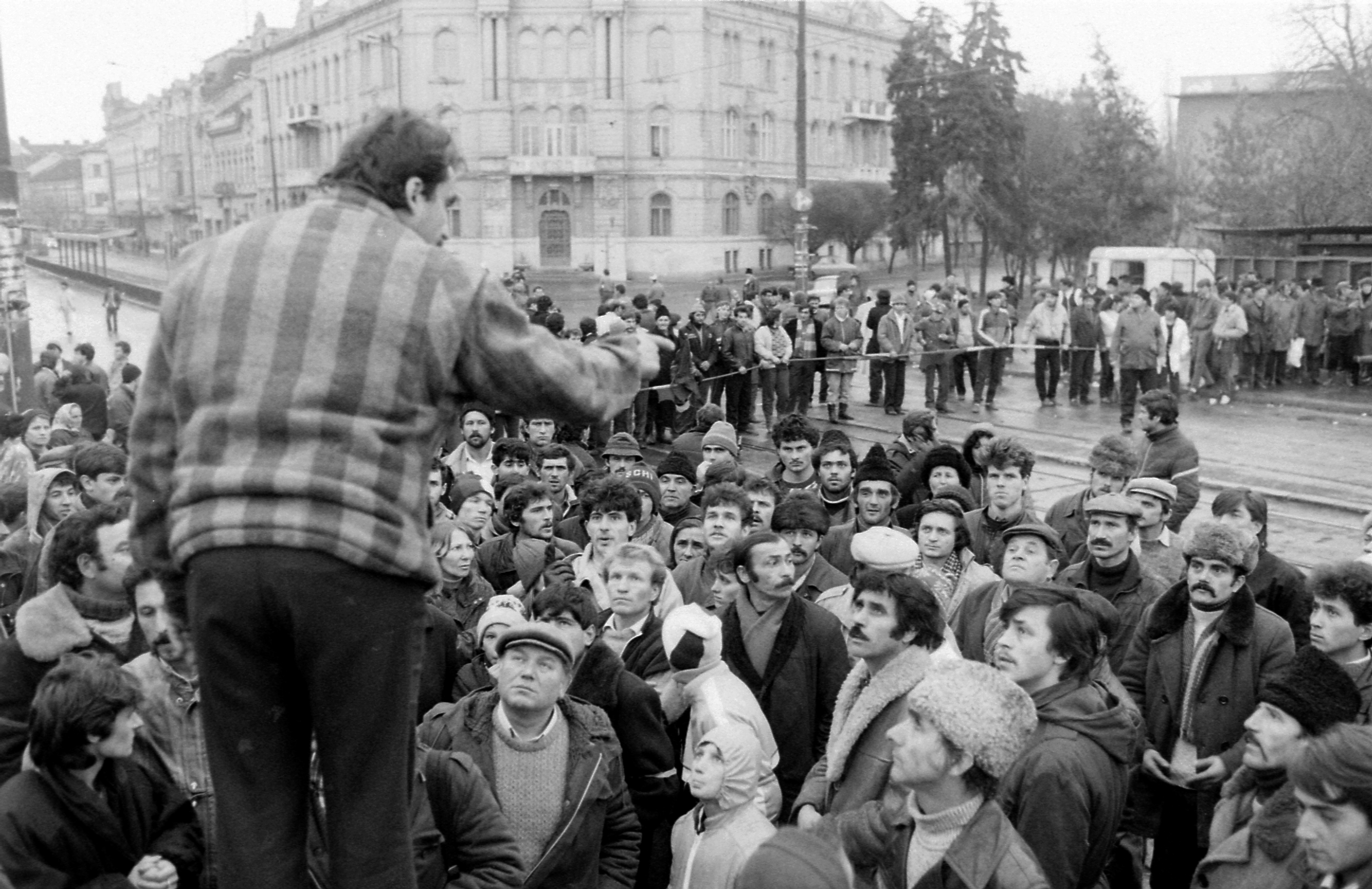
Una manifestazione nel dicembre 1989 a Timișoara, via Tudor Vladimirescu

Il massacro di Timișoara è una notizia falsa sul ritrovamento di fosse comuni contenenti fino a 12 000 civili uccisi dalle forze di sicurezza romene, la cui diffusione inasprì la rivolta contro la Repubblica Socialista di Romania guidata da Nicolae Ceaușescu, durante i tumulti del dicembre 1989 che portarono alla caduta del governo.
Solo una volta rovesciato il regime si scoprì che, per inscenare il massacro, ignoti riesumarono i corpi di 19 persone, morte prima dell'inizio degli eventi, e li mostrarono ai giornalisti internazionali i quali, in concerto con alcuni media locali romeni, diffusero false notizie su una brutale carneficina da parte delle forze di sicurezza romene. Sebbene non sia ancora chiaro chi abbia realmente inscenato il finto massacro, alcuni giornalisti che erano lì quei giorni hanno puntato il dito contro le forze antigovernative interne alla Romania che volevano rovesciare il governo.
Una volta accertata la verità, questo episodio suscitò una polemica sull'incapacità della stampa di indagare professionalmente sui fatti e il "massacro di Timişoara" è diventato un caso da manuale per la formazione dei giornalisti da cui mettere in guardia dalla "caccia allo scoop".

## Contesto
Secondo il giornalista Radu Portocală, sotto il regime socialista romeno la città di Timișoara, di 350 000 abitanti, era il centro dei contrabbandieri che, dietro compenso, aiutavano i richiedenti a lasciare il paese tramite il confine jugoslavo. La città era particolarmente monitorata dalla polizia politica, dalla Securitate e dalle guardie di frontiera, creando un'atmosfera di terrore e paranoia, volutamente mantenuta per scoraggiare la fuga.
Mentre la cortina di ferro aveva cominciato ad aprirsi, dal 1º gennaio 1989 e il 9 novembre cadde il muro di Berlino, non è quindi un caso che l'insurrezione sia iniziata a Timișoara il 16 dicembre 1989 per poi estendersi alla capitale Bucarest. Tra il 17 e il 25 scoppiarono violenti scontri. A Timişoara, più di 70 persone sono state uccise e altre 300 ferite, di cui 253 da proiettili. Ci sono stati 65 morti e 268 feriti nella sola giornata di manifestazioni del 17 dicembre.

### Riesumazione dei cadaveri
I corpi di 19 persone, alcuni dei quali già in decomposizione, vennero quindi disposti a terra e in favore delle telecamere dei giornalisti. Tra i corpi vi era anche quello di una bambina, che venne adagiato sul cadavere di una donna, facendo pensare che si trattasse di madre e figlia. La donna era morta di cirrosi epatica l'8 novembre 1989, mentre la bambina era morta di una morte improvvisa.

## Il ruolo dei mezzi di comunicazione internazionali
I corpi rinvenuti furono presentati ai giornalisti occidentali autorizzati a entrare nel Paese come quelli delle vittime della repressione dei giorni precedenti, con una stima delle vittime in diverse migliaia. I media occidentali combinarono le fotografie dei corpi riesumati all'obitorio di Timişoara con le informazioni false dei media locali romeni.

### I primi report del 22 dicembre 1989
- Un reporter del giornale francese La Croix sosteneva che le "fonti locali" riferivano che a Timişoara ci sarebbero dai 2000 ai 12000 morti.[3]
- Agenzie ungheresi, della Germania est e jugoslave (Tanjug), riprese da Agence France-Presse alle 18:54 riportavano di "4.632 cadaveri", vittime delle rivolte del 17 e 19 dicembre, "fucilate o baionettate", 7 614 manifestanti fucilati dalla Securitate.[6]
- "4.630 cadaveri", "un bilancio tristemente ufficiale delle vittime". Fonti: Guillaume Durand (La Cinq), France Inter.[6]

### In Italia
- Corriere della Sera: "Abbiamo assistito alla battaglia di Timisoara […] La maggiore battaglia urbana del dopoguerra […] Tortura […] La repressione ha provocato migliaia di morti".[7]
- L'Unità: "Timisoara come Guernica, città simbolo dell'olocausto di un popolo per la liberà. Dodicimila vittime negli scontri di questi giorni. Fosse comuni nei boschi circostanti la città. Quattromilaseicento cadaveri, forse cinquemila, fatti a pezzi, con le unghie strappate, massacrati selvaggiamente dagli assassini della «Securitate»".[8]
- La Stampa: "Migliaia di cadaveri nudi legati col filo spinato, donne sventrate e bambini trucidati".[7]

### In Francia
- Il canale televisivo francese TF1: "Si riporta che Ceaușescu, affetto da leucemia, avesse bisogno di cambiare il sangue ogni mese. Nella foresta dei Carpazi sono stati scoperti giovani uomini prosciugati del loro sangue. Ceaușescu è un vampiro? Come potevamo crederci? Si riporta che ci sarebbero state delle fosse comuni. Sono state trovate a Timişoara".[9]
- La rivista francese L'Événement du jeudi del 28 dicembre 1989 pubblicava un articolo con titolo: "Dracula era un comunista".[6]
- Gérard Carreyrou chiedeva la formazione di brigate internazionali pronte a "Morire a Bucarest",[6] facendo confusione tra Bucarest e Timişoara.
- Il quotidiano Libération con Serge July titolava "Macelleria", nel cui articolo si legge: "Timişoara liberata scopre una fossa comune. Migliaia di corpi nudi appena riesumati, pieni di terra e mutilati, il prezzo insopportabile della sua insurrezione".[6]
- Le Monde si congratulava con la rete televisiva La Cinq per aver "rivelato l'orribile fossa comune delle vittime delle proteste della domenica precedente".[10]

### Resto del mondo
- El País sostieneva che "a Timişoara, l'esercito ha scoperto camere di tortura dove i volti dei dissidenti e dei leader operai venivano sistematicamente sfigurati con l'acido per impedire che i loro cadaveri venissero identificati".[6]
- The New York Times, pur sottolineando che queste cifre non fossero state confermate da fonti indipendenti, suggeriva che in tre giorni furono massacrate 4 500 persone.[11]

## Scoperta del falso
Al 29 dicembre 1989, i giornalisti di Agence France-Presse stimavano che il 70 000 morti in tutta la Romania fosse probabilmente molto sovrastimato.
Il 27 gennaio 1990, Colette Braeckman pubblicava "Non ho visto nulla a Timisoara" nelle colonne di Le Soir, dove mette in discussione le immagini trasmesse dalle televisioni di tutto il mondo.
Il 30 gennaio 1990 il quotidiano francese Le Figaro annunciava che si trattava di un falso e che i morti mostrati in televisione erano stati disseppelliti dal "cimitero indigente" della città.
Nel 1996 il sociologo francese Pierre Bourdieu, ha ipotizzato che questo comportamento dei giornalisti internazionali sia stato scaturito dalla competizione fra i media, ciascuno dei quali ha ripreso l'informazione del concorrente amplificandolo.

### Matrice
Non vi è certezza delle dinamiche intorno alla riesumazione dei corpi e non si sa chi abbia realmente inscenato il finto massacro.
Alcuni giornalisti francesi caduti nella manipolazione hanno accusato le forze interne alla Romania che volevano rovesciare il governo. Paolo Rumiz, giornalista di La Repubblica, dichiarò nel 2011 di essersi sentito "uno strumento nelle mani dei servizi segreti", che quei corpi erano stati portati in strada per ingannare lui e agli altri giornalisti e per addossare la colpa alle forze di sicurezza romene.
Secondo il fotografo Gilles Saussier, nella notte tra 18 e 19 dicembre, 43 persone decedute durante i tumulti dei giorni precedenti vennero prelevate dall'ospedale dipartimentale di Timişoara e cremate segretamente nei sobborghi di Bucarest, perché le autorità volevano far passare i dispersi come traditori che avevano attraversato il confine jugoslavo. Queste sparizioni avrebbero portato le famiglie e i cari delle vittime a cercare i corpi scomparsi in tutta la città. Saussier sostiene che fu questo clima disperato e paranoico che spinse gli abitanti di Timișoara, nel caos di eventi e voci contraddittorie, a perquisire giardini pubblici, canali, terre desolate e i principali cimiteri, per riesumare infine i corpi dalla fossa comune dell'obitorio di Lipova.